# Mistrzostwa Polski w Łyżwiarstwie Szybkim na Dystansach 1995
9. Mistrzostwa Polski w Łyżwiarstwie Szybkim na Dystansach 1995 odbyły się w dniach 17-19 grudnia 1994 roku na torze Błonie w Sanoku.
Na dystansie 500 metrów rozgrywane są dwa biegi i dopiero suma czasów z obu biegów decyduje o kolejności zawodników.

## Kobiety
| Konkurencja: | 1. miejsce                                   | Rezultat | 2. miejsce                             | Rezultat | 3. miejsce                             | Rezultat |
| 500 m        | Agnieszka Magiera Pilica Tomaszów Mazowiecki | 93,59    | Maja Ufel Orzeł Elbląg                 | 93,72    | Aneta Rękas Orzeł Elbląg               | 93,87    |
| 1000 m       | Agnieszka Magiera Pilica Tomaszów Mazowiecki | 1:30,67  | Aneta Rękas Orzeł Elbląg               | 1:31,20  | Maja Ufel Orzeł Elbląg                 | 1:31,78  |
| 1500 m       | Agnieszka Magiera Pilica Tomaszów Mazowiecki | 2:21,16  | Aneta Ronek Pilica Tomaszów Mazowiecki | 2:22,52  | Aneta Rękas Orzeł Elbląg               | 2:22,90  |
| 3000 m       | Agnieszka Magiera Pilica Tomaszów Mazowiecki | 5:24,46  | Aneta Rękas Orzeł Elbląg               | 5:37,37  | Aneta Ronek Pilica Tomaszów Mazowiecki | 5:37,78  |
| 5000 m       | Maja Ufel Orzeł Elbląg                       | 8:44,94  | Aneta Ronek Pilica Tomaszów Mazowiecki | 8:49,56  | Joanna Staszkiewicz SKŁ Górnik Sanok   | 8:50,14  |

## Mężczyźni
| Konkurencja: | 1. miejsce                               | Rezultat | 2. miejsce                          | Rezultat | 3. miejsce                    | Rezultat |
| 500 m'       | Tomasz Świst Podhale Nowy Targ           | 78,42    | Robert Rasztawicki MKS-MOS Pruszków | 80,71    | Paweł Zygmunt SNPTT Zakopane  | 80,83    |
| 1000 m       | Jaromir Radke Pilica Tomaszów Mazowiecki | 1:20,69  | Paweł Jaroszek Pionki               | 1:20,73  | Artur Szafrański Orzeł Elbląg | 1:20,92  |
| 1500 m       | Paweł Zygmunt SNPTT Zakopane             | 2:01,86  | Artur Szafrański Orzeł Elbląg       | 2:02,30  | Paweł Jaroszek Pionki         | 2:02,69  |
| 5000 m       | Jaromir Radke Pilica Tomaszów Mazowiecki | 7:50,67  | Paweł Zygmunt SNPTT Zakopane        | 7:54,58  | Jacek Napora MKS Cuprum Lubin | 7:58,90  |
| 10 000 m     | Jaromir Radke Pilica Tomaszów Mazowiecki | 15:10,26 | Paweł Zygmunt SNPTT Zakopane        | 15:39,06 | Artur Szafrański Orzeł Elbląg | 15:44,49 |